# Parathalestris incerta
Parathalestris incerta is een eenoogkreeftjessoort uit de familie van de Thalestridae. De wetenschappelijke naam van de soort is voor het eerst geldig gepubliceerd in 1936 door Lang.